# Shahrdari Tabriz FC
O Shahrdari Tabriz FC  é um clube de futebol, sediado em Tabriz, Irão.
Sua equipe jogava na segunda divisão do Campeonato Iraniano de Futebol. O clube foi promovido à primeira divisão após seu desempenho na temporada temporada 2012–13, mas sua promoção foi revogada devido ao envolvimento em um escândalo de manipulação de resultados. Com isso, a agremiação foi rebaixada para a Terceira divisão. O Shahrdari interrompeu todas as suas equipes profissionais por não aceitar a penalidade da FFIRI.